# Милликен (лунный кратер)
Кратер Милликен (лат. Millikan) — большой древний ударный кратер в северном полушарии обратной стороны Луны. Название присвоено в честь американского физика Роберта Эндрюса Милликена (1868—1953) и утверждено Международным астрономическим союзом в 1970 г. Образование кратера относится к нектарскому периоду.

## Описание кратера
Ближайшими соседями кратера Милликен являются кратер Сван на северо-западе; кратер Бекеши на северо-востоке; кратер Сегерс на востоке; кратер Уэллс на юге и кратер Райе на западе-юго-западе. 
Селенографические координаты центра кратера 46°46′ с. ш. 121°31′ в. д. / 46,76° с. ш. 121,52° в. д., диаметр 94 км, глубина 2,9 км.
Кратер Милликен имеет полигональную форму и значительно разрушен. Вал сглажен, в юго-восточной части несколько спрямлен. Внутренний склон вала с остатками террасовидной структуры. высота вала над окружающей местностью достигает 1470 м, объем кратера составляет приблизительно 9500 км³.  Дно чаши относительно ровное, испещрено множеством мелких кратеров, в северной части чаши расположен небольшой приметный чашеобразный кратер. Имеется небольшой центральный холм несколько смещенный к западу от центра чаши и состоящий из анортозита (A) и габбро-норито-троктолитового анортозита с содержанием плагиоклаза 85-90 % (GNTA1).

## Сателлитные кратеры
| Милликен | Координаты                                              | Диаметр, км |
| -------- | ------------------------------------------------------- | ----------- |
| B        | 49°46′ с. ш. 123°23′ в. д. / 49,76° с. ш. 123,38° в. д. | 23,3        |
| J        | 45°34′ с. ш. 124°42′ в. д. / 45,56° с. ш. 124,7° в. д.  | 34,3        |
| Q        | 43°44′ с. ш. 118°40′ в. д. / 43,74° с. ш. 118,67° в. д. | 32,4        |
| R        | 45°45′ с. ш. 117°50′ в. д. / 45,75° с. ш. 117,84° в. д. | 49,0        |

- Образование сателлитного кратера Милликен Q относится к нектарскому периоду[1].
- Образование сателлитного кратера Милликен R относится к раннеимбрийскому периоду[1].

## Галерея
- Кратер Милликен. Снимок с борта Аполлона-14.
- Кратер Милликен. Снимок с борта Аполлона-16.

## См.также
- Список кратеров на Луне
- Лунный кратер
- Морфологический каталог кратеров Луны
- Планетная номенклатура
- Селенография
- Минералогия Луны
- Геология Луны
- Поздняя тяжёлая бомбардировка